# حوت توتسيتس
حوت "توتسيتس" هو أقدم حوت كامل المعيشة في المياه داخل إفريقيا وإحدى أقدم الحفريات المائية في العالم، ينتمي إلى عائلة حيتان الباسيلوصوريات وهم ملوك البحار القديمة التي تمثل أول مراحل المعيشة الكاملة للحيتان في الماء.
حوت توتسيتس هو جنس منقرض من الحيتان الباسيلوصورية الصغيرة من العصر البارتوني ب مصر . توتسيتس، الذي سمي على اسم الفرعون الطفل توت عنخ آمون ، هو واحد من أقدم البازيلوصورات المعروفة من إفريقيا وأصغر أفراد الأسرة. يُقترح أن عينة النوع ، وهي نوع فرعي قريب من النضج ، تقاس فقط 2.5 م (8 قدم 2 بوصة) تقريبًا، وهو بذلك أصغر الحيتان من عائلته علي الأطلاق. 

## التاريخ والتسمية
عثر محمد سامح، خبير إدارة التراث الطبيعي باليونيسكو على الحفريات منذ 11 عاما، وجاء إلى المركز في جامعة المنصورة في عام 2017 من أجل التعاون في التعرف على تفاصيل الحوت المجهول حينذاك. تم وصف حوت توتسيتس على أساس عينة واحدة ، MUVP 501 ، وهي جمجمة غير مكتملة وجدت بجانب كل من الفك السفلي واللامي وبعض الفقرات الأولى من الرقبة. تنبع البقايا من منخفض الفيوم في مصر ، والذي يشتهر بسجله الغني من أسلاف الحيتان. بشكل أكثر تحديدًا ، تنبع عظام حوت توتسيتس من تكوين ساث الحديد ، الذي يعود تاريخه إلى أوائل العصر البارتوني (حوالي 41 م.س.م).
اسم توتسيتوس هو إشارة إلى الفرعون توت عنخ آمون ، المعروف أيضًا باسم الملك توت ، وهو ملك طفل توفي عندما كان عمره 18 عامًا فقط. تم اختيار الاسم ليعكس صغر حجم وشباب توتسيتوس . الجزء الثاني من الاسم العام هو الكلمة اليونانية القديمة للحوت ، "cetus". في حين أن اسم النوع يعني "من منطقة وادي الريان " في إشارة إلى موقع النوع.

## الوصف
تتلامس معظم جوانب عظام الأنف مع الفك العلوي ، مع وجود جزء صغير فقط باتجاه الجزء الأمامي من الأنف يتلامس مع ما قبل الفك.
يختلف ضواحك حوت توتسيتس العلوية والسفلية عن تلك الموجودة في جميع الباسيلوصورات الأخرى في عدد شرفات الأسنان الإضافية. تتميز حوت توتسيتس بوجود اثنين من الشرفات الملحقة الوسيطة (موجهة نحو مقدمة الفك) وثلاث شرفات ملحقة بعيدة (موجهة نحو الجزء الخلفي من الفك). تختلف الضواحك أيضًا في بعض الجوانب الأخرى. فهي أكثر رشاقة بشكل ملحوظ من تلك الموجودة في الباسيلوصورات الأخرى ومينا الأسنان أكثر سلاسة. يبدو أن الضاحك الرابع كان أكبر سن في كل من الفك العلوي والسفلي. لا يبدو أن الضاحك الأول كان له بديل ، مما يوحي بأحد شيئين. إما أن يتم الاحتفاظ بالضاحك الأول المتساقط حتى في مرحلة البلوغ ، أو يتم تطوير الضاحك الأول دون وجود سلائف مؤقتة.

### الحجم
حوت توتسيتس هو أصغر باسيلوصوريد معروف بطول يقدر بـ 2.51–2.55 م (8 قدم 3 بوصة–8 قدم 4 بوصة) ويقدر وزنه بـ 180.4–187.1 كـغ (398–412 رطل) . على الرغم من صعوبة تحديد النضج في الحفرية ، لاحظ عنتر وزملاؤه عدة عوامل لوحظت في توتسيتوس والتي تعطي أدلة على عمر الحيوان وقت وفاته. تشمل هذه العوامل كلاً من مرحلة استبدال الأسنان والتحام العظام ، والتي تعد جميعها أكثر تقدمًا من تلك الخاصة بأقدم حدث معروف من أحداث دورودون ، وتشير إلى أن توتسيتوس كان طفلاً متقدمًا في مرحلة البلوغ.

## نمط الحياة
لاحظ عنتر وزملاؤه أنه بالإضافة إلى تحديد العمر الذي مات فيه الحيوان ، فإن نمط استبدال الأسنان الذي شوهد في توتسيتوس قد يعطي أيضًا أدلة إضافية لكيفية عيش الحيوان. كان لدى حوت توتسيتس أسنان مولية انبثقت مبكرًا إلى حد ما ، مما يشير إلى أن التحول من الأسنان اللبنية إلى الأسنان الدائمة حدث بسرعة في أعضاء هذا النوع. وفقًا لما ذكره عنتر وآخرون. ، فإن البدء السريع لاستبدال الأسنان يرتبط بالحيوانات التي تنضج بسرعة ولا تكبر بشكل استثنائي. يجادلون بأن العمر المنخفض المستنتج لتوتسيتوس ، جنبًا إلى جنب مع حجمه الصغير ، يشير إلى أنه كان حيوانًا مبكرًا نما أسرع ومات أصغر من الباسيلوصورات الأكبر في عصره.
تتطابق الرواسب التي عثر فيها على توتسيتوس مع نوع المياه الاستوائية الضحلة الدافئة التي ستبحث عنها الحيتان كمناطق للولادة ، حيث اقترح المؤلفون أن المنطقة تمثل ذلك تمامًا. لاحظ عنتر وزملاؤه أن مرحلة استبدال الأسنان التي ماتت خلالها العينة الكاملة لتوتسيتوس قد تشير إلى أن معدل وفيات الرضع أصغر نسبيًا لهذه الأنواع مقارنة بعينات دورودون الأفضل بكثير. كما يسلطون الضوء على كيفية توقع مثل هذه الأنماط في الأنواع التي تلد كل عام لصغير واحد. ومع ذلك ، فقد أوضحوا أيضًا كيف لا يمكن اختبار هذه الفرضية حتى يتم العثور على المزيد من مواد توتسيتوس ووصفها.
هناك جانب آخر لبيولوجيا توتسيتوس تم استكشافه بإيجاز في وصف النوع وهو العلاقة بين بيئته وصغر حجم جسمه. في حين أن الحجم الصغير لـ حوت توتسيتس يمكن أن يكون مجرد بقايا من أصل أصغر من البروتوسيتيد ، فمن الممكن أيضًا أن يكون حجمه الصغير مرتبطًا بشكل مباشر خلال فترة الاحتباس الحراري المعروفة باسم Lutetian الحراري الأقصى. نظرًا لأن الشيخوخة والنفوق أكثر بروزًا في الظروف الأكثر دفئًا ، فقد يكون الحجم الصغير والنضج المبكر لحشرة حوت توتسيتس تكيفًا مع هذه الظروف الأكثر دفئًا ، مما يسمح للحيوان بالتكاثر بسرعة أكبر. على الجانب الآخر ، قد تكون الأحجام الكبيرة من الباسيلوصورات اللاحقة مثل باسيلوصورس نفسها مدفوعة بمناخ الإيوسين الأوسط الأمثل أو فترة التبريد القصيرة بين الحد الأقصى للحرارة اللوتيتية والأمثل المناخي للأيوسين الأوسط. خلص الفريق البحثي إلى أن حجم الجسم في هذه الحيتان المبكرة ربما كان مدفوعًا بشكل أساسي بالمناخ ، في حين أن شكل الجسم كان سيتغير في الغالب استجابةً للمنافسة.